# Spoorlijn Noyelles-sur-Mer - Saint-Valery-Canal
De Spoorlijn Noyelles-sur-Mer - Saint-Valery-Canal is een Franse spoorlijn van Noyelles-sur-Mer naar Saint-Valery-sur-Somme. De lijn is 7,6 km lang en heeft als lijnnummer 324 000.

## Geschiedenis
De lijn werd aangelegd door de Compagnie des chemins de fer du Nord en geopend in 1856. Vanaf 1887 maakt ook de Spoorlijn van de Sommebaai gebruik van het tracé door middel van meterspoor dat tussen normaalspoorstaven werd gelegd. 

## Aansluitingen
In de volgende plaats is er een aansluiting op de volgende spoorlijn:
Noyelles
RFN 311 000, spoorlijn tussen Longueau en Boulogne-Ville